# Iberis umbellata
Espèce
Classification phylogénétique
Iberis umbellata, de nom commun Ibéride, Ibéris en ombelle ou Tabouret en ombelle, est une espèce de plante herbacée à fleurs annuelle du genre Iberis et de la famille des Brassicaceae.

## Étymologie
Le nom du genre dérive de « Iberia », l'ancien nom de l'Espagne, tandis que l'épithète d'espèce vient du latin « ombelle », qui signifie « parapluie » et fait allusion à la forme de l'inflorescence.

## Description
La forme biologique d'Iberis umbellata est la scapose hémicryptophyte, car ses bourgeons hivernants sont situés juste en dessous de la surface du sol et l'axe floral est plus ou moins dressé avec quelques feuilles.
La tige est tordue à la base tandis que les branches fleuries sont dressées et feuillues. Cette plante atteint une hauteur de 30-50 centimètres. Les feuilles sont vertes et linéaires-lancéolées, de 15-25 millimètres de long. Les fleurs sont en corymbes, en forme d'ombelle. Le calice est violet et la corolle est composée de quatre pétales blancs, roses ou violets. Les pétales sont arrondis à l'apex, les périphériques formant un gros vexille de 8 à 10 millimètres de long. La période de floraison s'étend de mai à juin. Les fleurs sont hermaphrodites et pollinisées par les abeilles et les papillons. Le fruit est une silique de 7 à 10 millimètres de long.

## Répartition
Cette espèce est originaire de la région méditerranéenne. Elle est présente dans la majeure partie de l'Europe, notamment le long des côtes, de l'Espagne à la Grèce, et s'est naturalisée en Amérique du Nord.

## Habitat
La plante pousse dans les coteaux rocheux secs, dans les zones buissonnantes et dans les clairières, de préférence sur des sols calcaires, à une altitude de 0 à 1300 mètres.

## Galerie

Plantes Iberis-umbellata
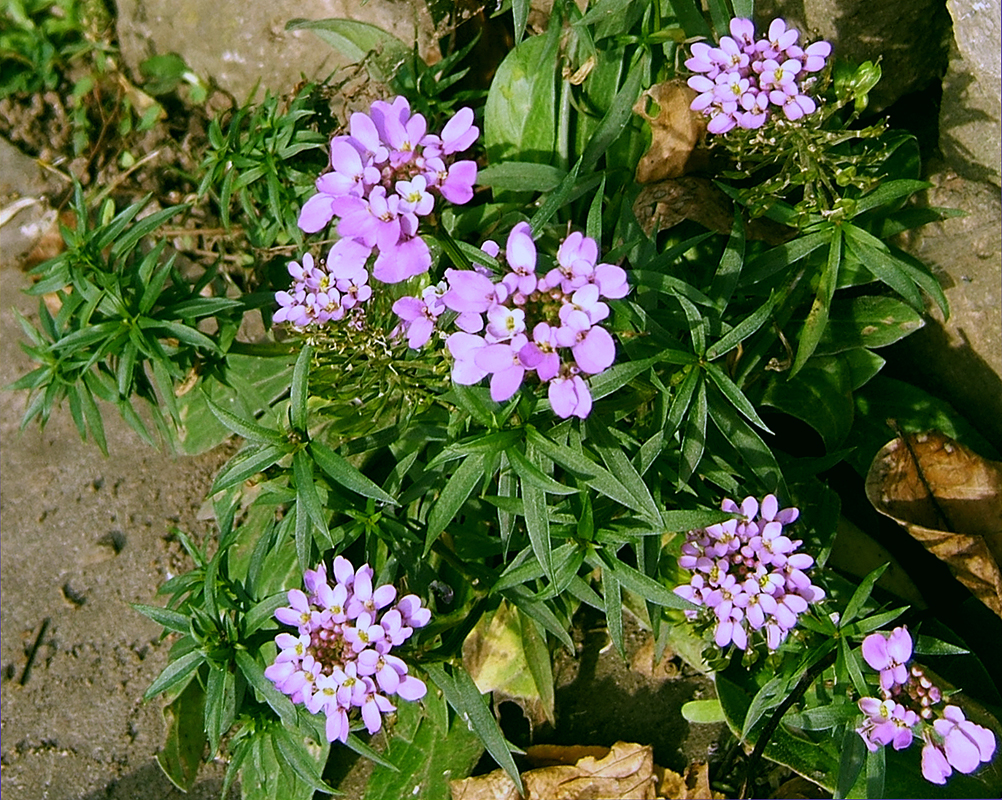
Plante d'Iberis-umbellata
Fleurs d'Iberis-umbellata
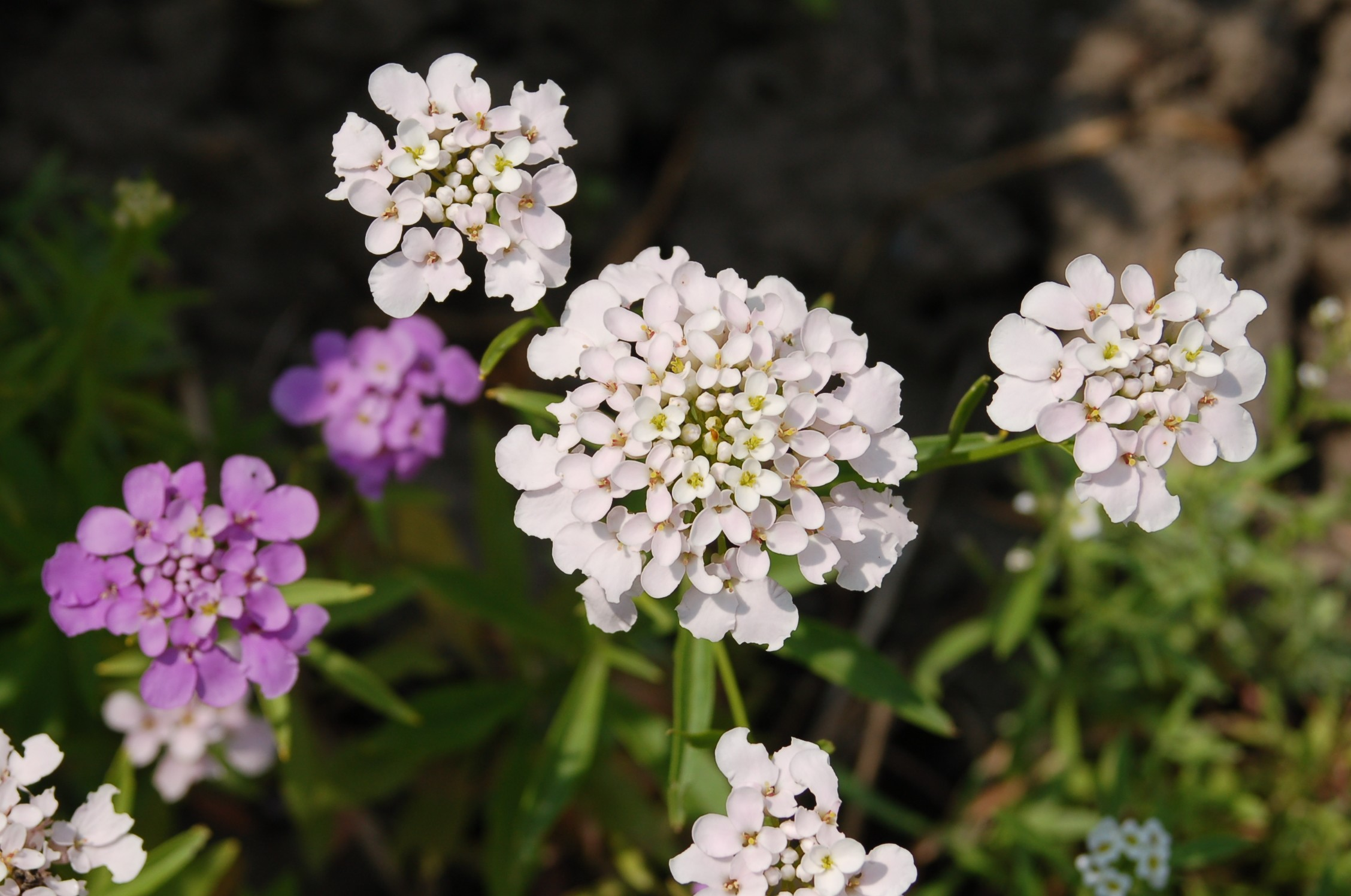
Fleur d'Iberis-umbellata
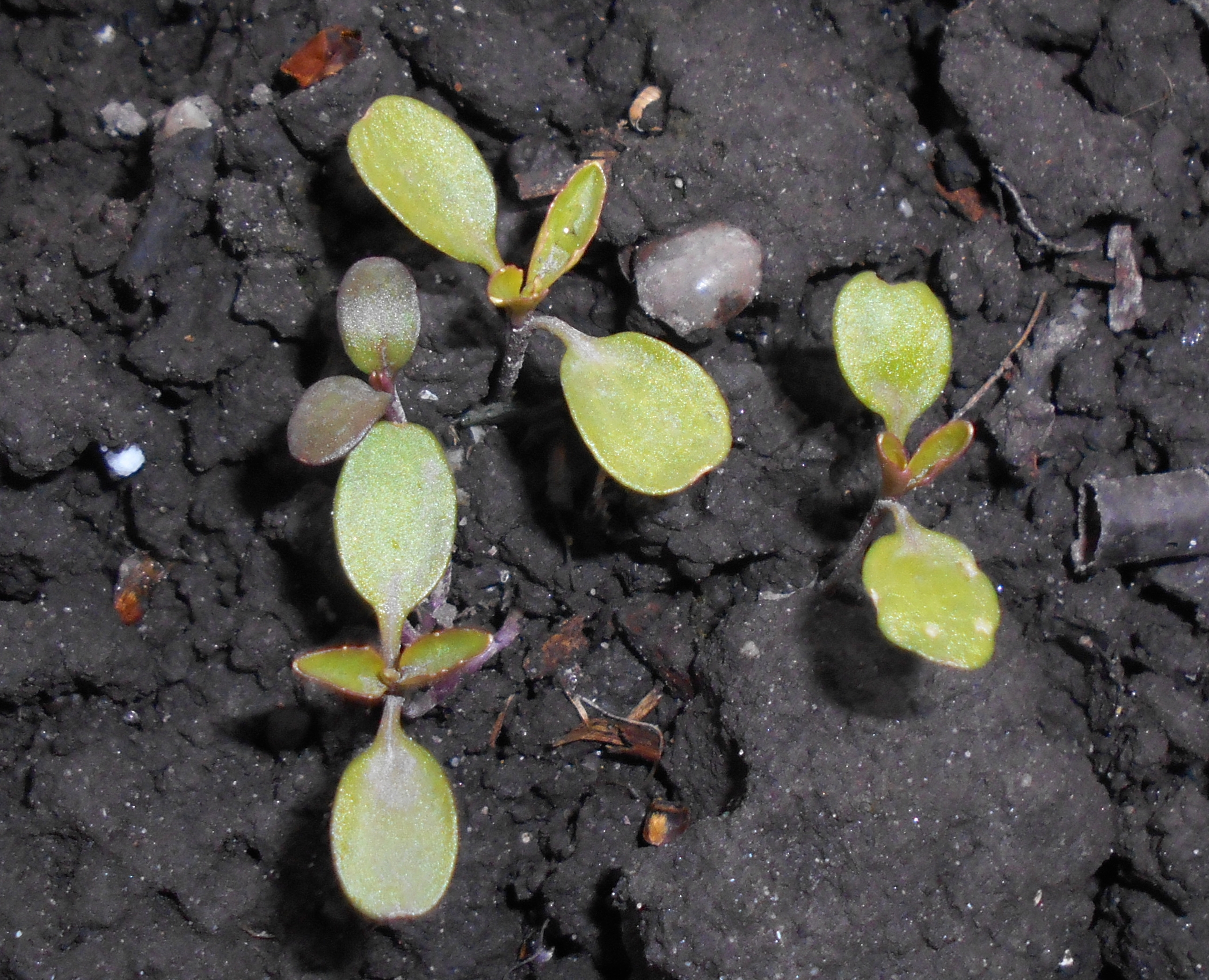
Semis.